# Autódromo Internacional Ayrton Senna (Goiânia)
O Autódromo Internacional Ayrton Senna ou Autódromo Internacional de Goiânia é um autódromo na cidade de Goiânia. Seu nome é uma homenagem ao piloto Ayrton Senna.

## História
Foi inaugurado em outubro de 1974. Com um circuito moderno é considerado um traçado de extrema segurança com 3,82km de extensão. Com capacidade para 100 mil pessoas, além de eventos de automobilismo e motociclismo, o autódromo é usado para a promoção de shows musicais, festas e eventos. Um dos principais momentos do autódromo foi a disputa entre os motociclistas Eddie Lawson e Kevin Schwantz em prova válida pelo campeonato mundial de motovelocidade nas categorias 250 e 500 cilindradas, em 1988. Também houve edições em 1987 e 1989.

## Possível demolição
Em 2011 foi proposta a ideia de vender a área do autódromo com o intuito de construir um novo em Senador Canedo (região metropolitana de Goiânia). Mas, a proposta não foi adiante devido uma série de questões, como: a família do doador do lote do circuito original, ameaçava reaver a posse da propriedade na justiça, já que o contrato de cessão, assinado nos anos 70, previa a obrigatoriedade do uso do local para fins públicos; e, a própria sociedade goiana alegando, que a única finalidade do projeto era estimular a especulação imobiliária na região. Devido a esses fatores, poucos compradores se mostraram realmente interessados na compra do imóvel.
Em agosto de 2012, o governador Marconi Perillo, ao lado de Felipe Massa autorizou o início das obras de reforma, e não mais venda, do atual Autódromo de Goiânia.

## Localização
O autódromo foi colocado na região sudeste de Goiânia propositalmente para evitar problemas como ruídos excessivos oriundos dos eventos que pudessem incomodar os moradores da cidade. Mas devido a falta de um plano diretor, que só agora está sendo implantado na capital, a especulação imobiliária tornou cercanias do local por condomínios fechados de alto padrão provocando conflitos entre moradores e promotores de eventos.
Atualmente recebe eventos como Stock Car Brasil, Copa Truck, "SuperBike Brasil", "KM de Arrancada", "Goiano de Motovelocidade", "Campeonato Centro-Oeste de Marcas e Pilotos" e anteriormente a Fórmula Truck. Em 2014 cogitou-se que o autódromo receberia uma etapa da MotoGP em 2015, porém o circuito não atendeu as necessidades da competição.

## Layouts

“Mixed circuit”
“External circuit”
“Short circuit”